# Renault Master
Renault Master (укр. Рено Мастер) — мікроавтобуси, які компанія Renault випускає з 1980 року.

## Перше покоління (1981—1998)

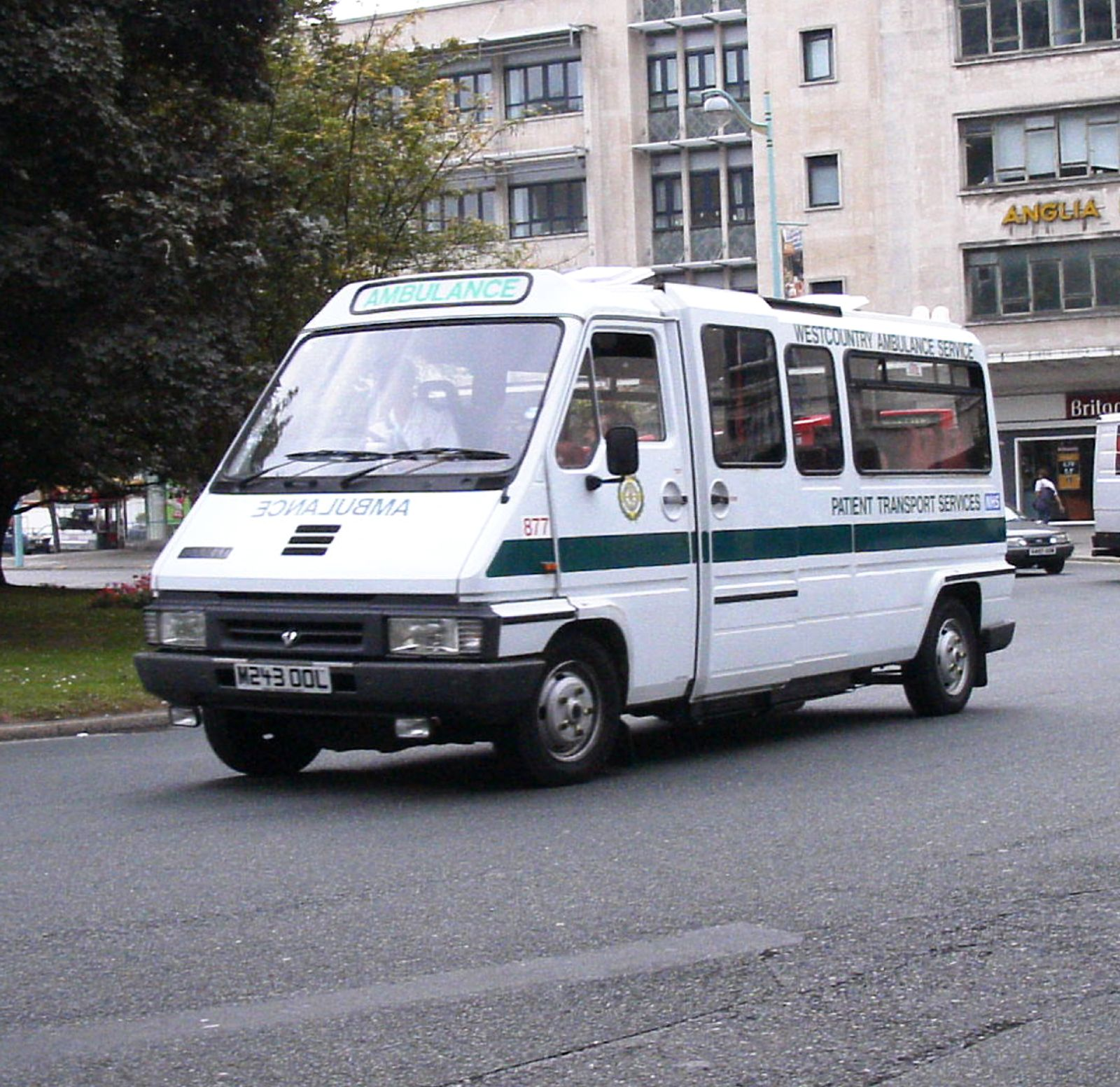
Renault Master І (1994—1997)

Renault Master прийшов на заміну Renault Super Goélette влітку 1980 року разом з Renault Trafic і призначений для ринку фургонів загальною масою від 2,8 до 3,5 тонн.
Master пропонувався з трьома варіантами колісної бази (2,87, 3,23 і 3,70 м) у вигляді мікроавтобуса, фургона, пікапа і шасі. Були дві різних висоти даху. У фургоні вантажний відсік варіювався від 9 до 12,7 м³. Загальна вага була 2,8, 3,0, 3,1 і 3,5 тонн. Автомобіль комплектувався 2,0-літровим бензиновим двигуном потужністю 80 к.с. від Renault 20 і 2,55-літровим дизельним двигуном потужністю 71 к.с. Цей двигун прийшов з Fiat Renault Sofim де використовувався в сучасному Iveco Daily і Fiat Ducato. Master був також доступний з приводом на задні колеса і повнопривідним.
У 1984 році був доданий 2,1-літровий дизельний двигун потужністю 61 к.с. і 2,2-літровий бензиновий двигун потужністю 90 к.с.
У 1989 році переглянутий дизельний двигун Sofim. потужність тепер склала 75 к.с., а також представлена версія з турбонагнітачем потужністю 88 к.с. З 1990 року потужність турбодизеля становила 94 к.с.
Середині 1994 року була проведена незначна модернізація, турбодизель тепер був доступний з каталізатором і розвивав потужність 90 к.с., а 2,2-літровий бензиновий двигун в даний час розвивав 101 к.с.
До кінця 1997 року виробництво першої Renault Master було припинено.
На внутрішньому ринку, він перевершував основного конкурента Citroën C35.

### Renault B / Messenger

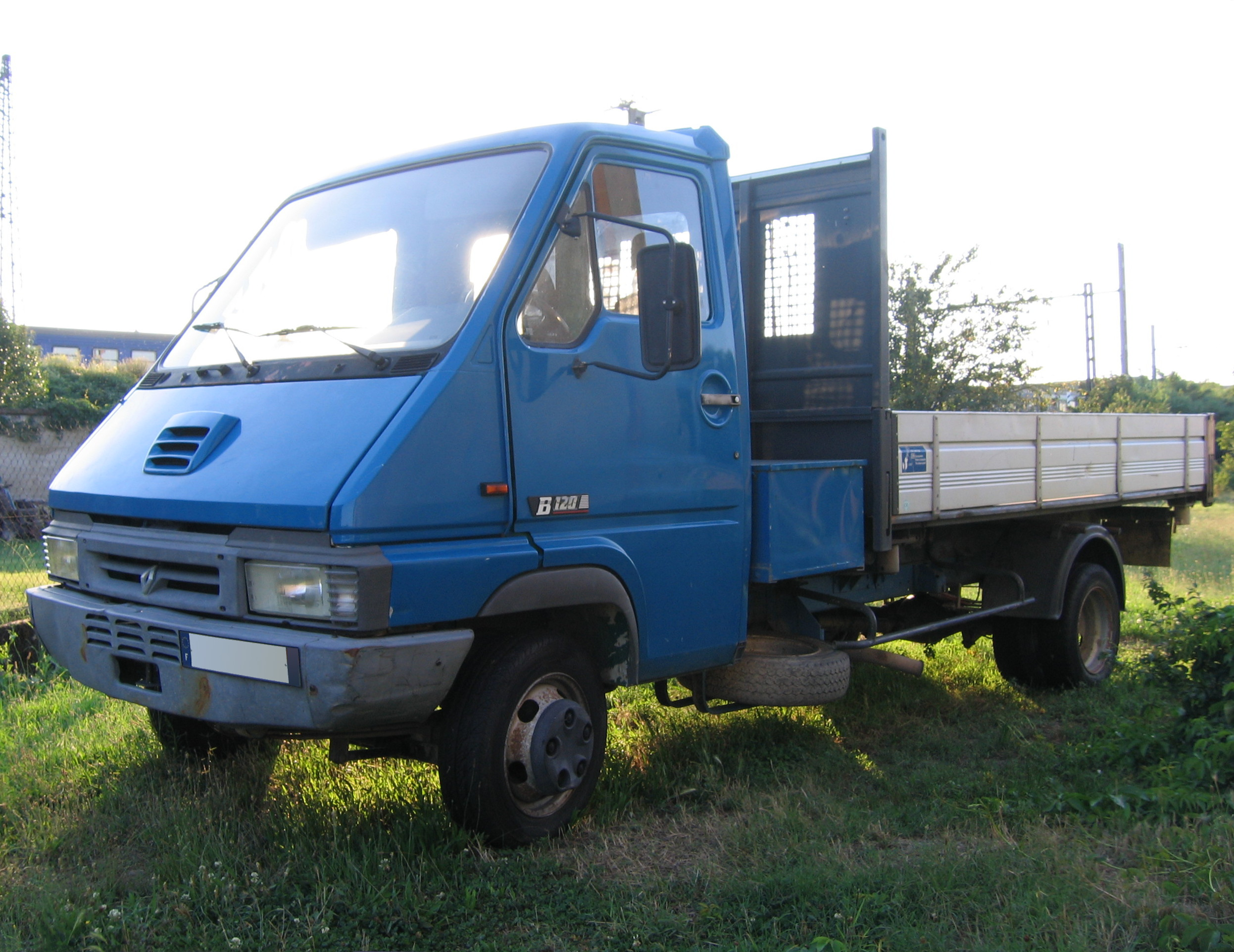
Renault Messenger B120

Модифікації Renault Master більшої вантажопідйомності продавалися підрозділом Renault Trucks під назвою Renault B, і розрізнялися індексами від B70 до B120. Першим з'явився B70 з дизелем потужністю 70 к.с., за ним, в кінці 1982-го року, B80 з бензиновим двигуном потужністю 80 к.с. Це були легкі вантажівки з кузовом Renault Master I, але вже на іншому шасі, задньоприводному, зі здвоєними (опціонально) задніми колесами. Надалі з'явилися моделі і з іншими типами кузовів.
Так само як автомобілі Renault Master і Trafic вантажівки Renault B належали до компанії Renault, а з закінченням виробництва SG2 і SG3 скорочувався модельний ряд автомобілів, вироблених Renault Trucks, в 1982 році було прийнято рішення про передачу моделі Renault B останній.
Надалі модельний ряд серії B поповнився більш потужними автомобілями, з турбонаддувом і інтеркулером.
У 1987 році в ралі «Дакар» взяла участь повнопривідна версія автомобіля Renault B90. У продажу, однак, вона з'явилася тільки в 1990 р, і продавалася до 1999 року.
У 1993 році автомобілі Renault B отримали нову решітку радіатора і нову назву — Renault Messenger.

### Двигуни
- Бензинові

| Двигун | Виробник    | Робочий об'єм см³ | Потужність к.с. (кВт) при об/хв | Крутний момент Нм при об/хв | Розміщення і кількість циліндрів | ГРМ/ кількість клапанів |
| ------ | ----------- | ----------------- | ------------------------------- | --------------------------- | -------------------------------- | ----------------------- |
| 2,0    | Renault J5R | 1995              | 80 (59)/4800                    | /2900                       | Р4                               | OHC/8                   |
| 2,2    | Renault J7T | 2165              | 90 (66)/4800                    | 161/2900                    | Р4                               | OHC/8                   |

- Дизельні

| Двигун | Виробник            | Робочий об'єм см³ | Потужність к.с. (кВт) при об/хв | Крутний момент Нм при об/хв | Розміщення і кількість циліндрів | ГРМ/ кількість клапанів |
| ------ | ------------------- | ----------------- | ------------------------------- | --------------------------- | -------------------------------- | ----------------------- |
| 2,1 D  | Renault J8S         | 2068              | 61 (44)/4000                    | 118/2000                    | Р4                               | OHC/8                   |
| 2,4 D  | Iveco Sofim 8140.61 | 2445              | 71 (52)/4200                    | 150/2200                    | Р4                               | OHC/8                   |
| 2,5 D  | Iveco Sofim 8140    | 2499              | 75 (55)/4200                    | 162/2200                    | Р4                               | OHC/8                   |
| 2,5 TD | Iveco Sofim 8140    | 2499              | 88 (65)/3800                    | 200/2200                    | Р4                               | OHC/8                   |
| 2,5 TD | Iveco Sofim 8140    | 2499              | 94 (69)/3800                    | 205/2200                    | Р4                               | OHC/8                   |

## Друге покоління (1998—2010)

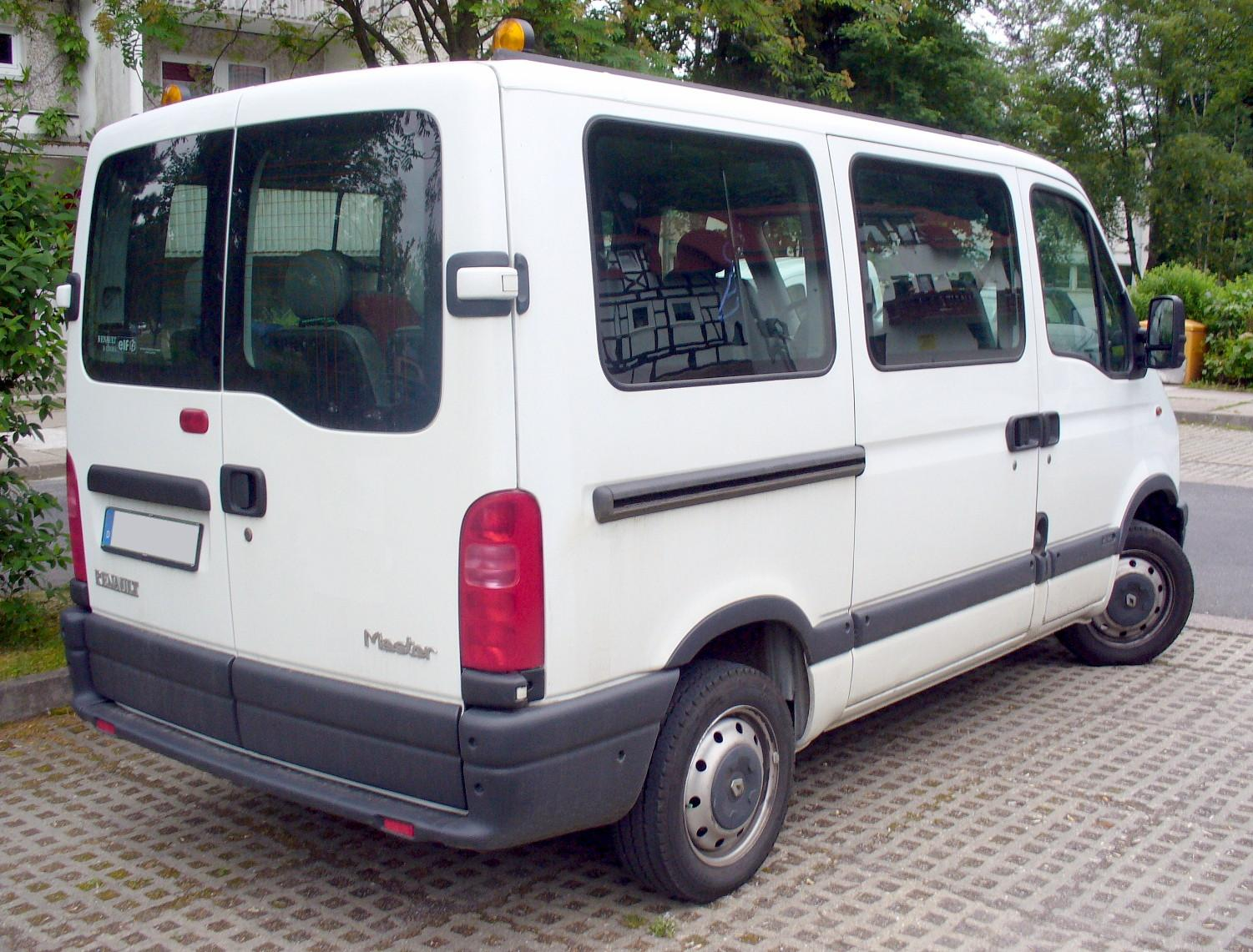
Renault Master II (1998—2003)

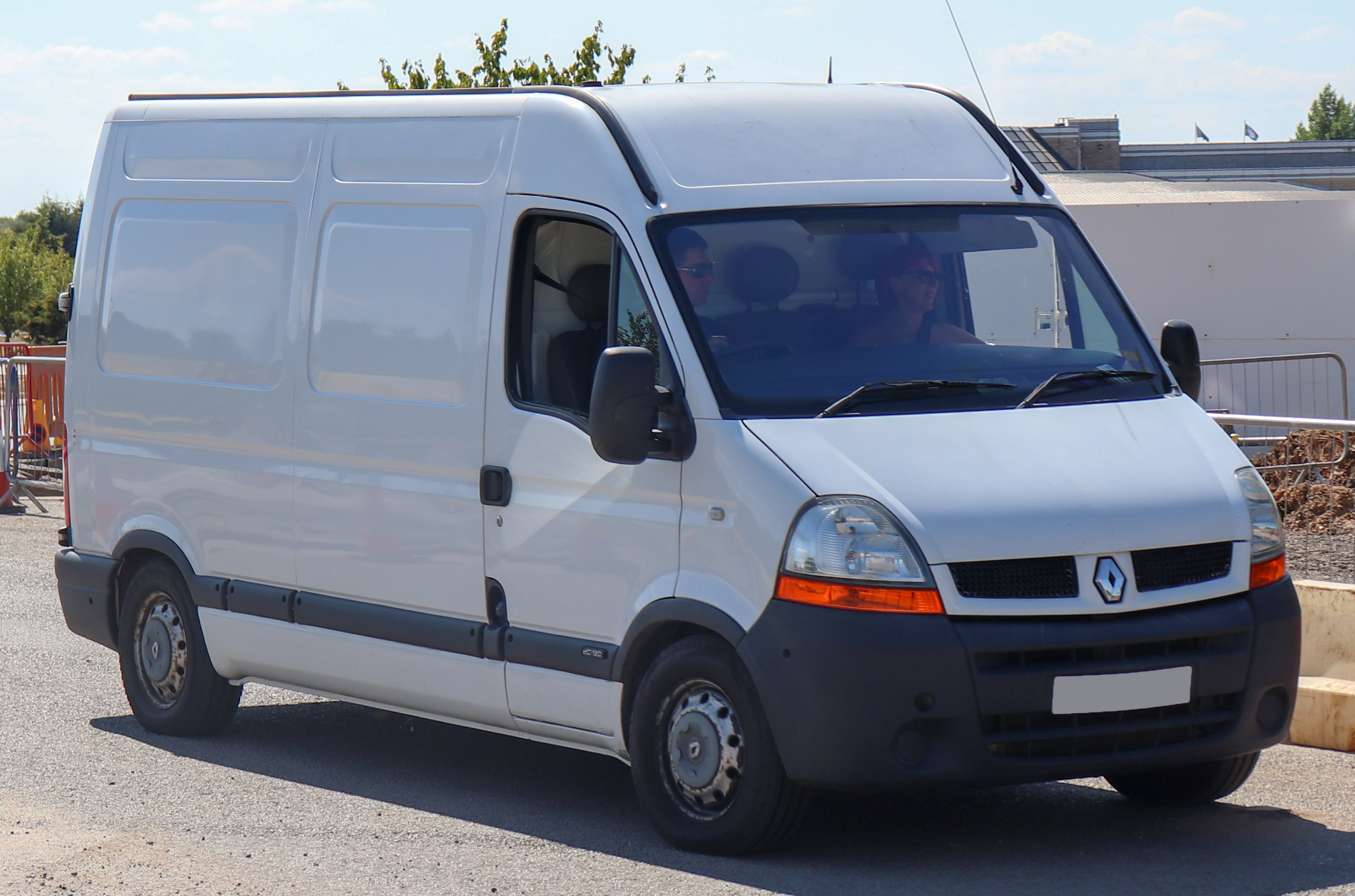
Renault Master II після фейсліфту (2003-)

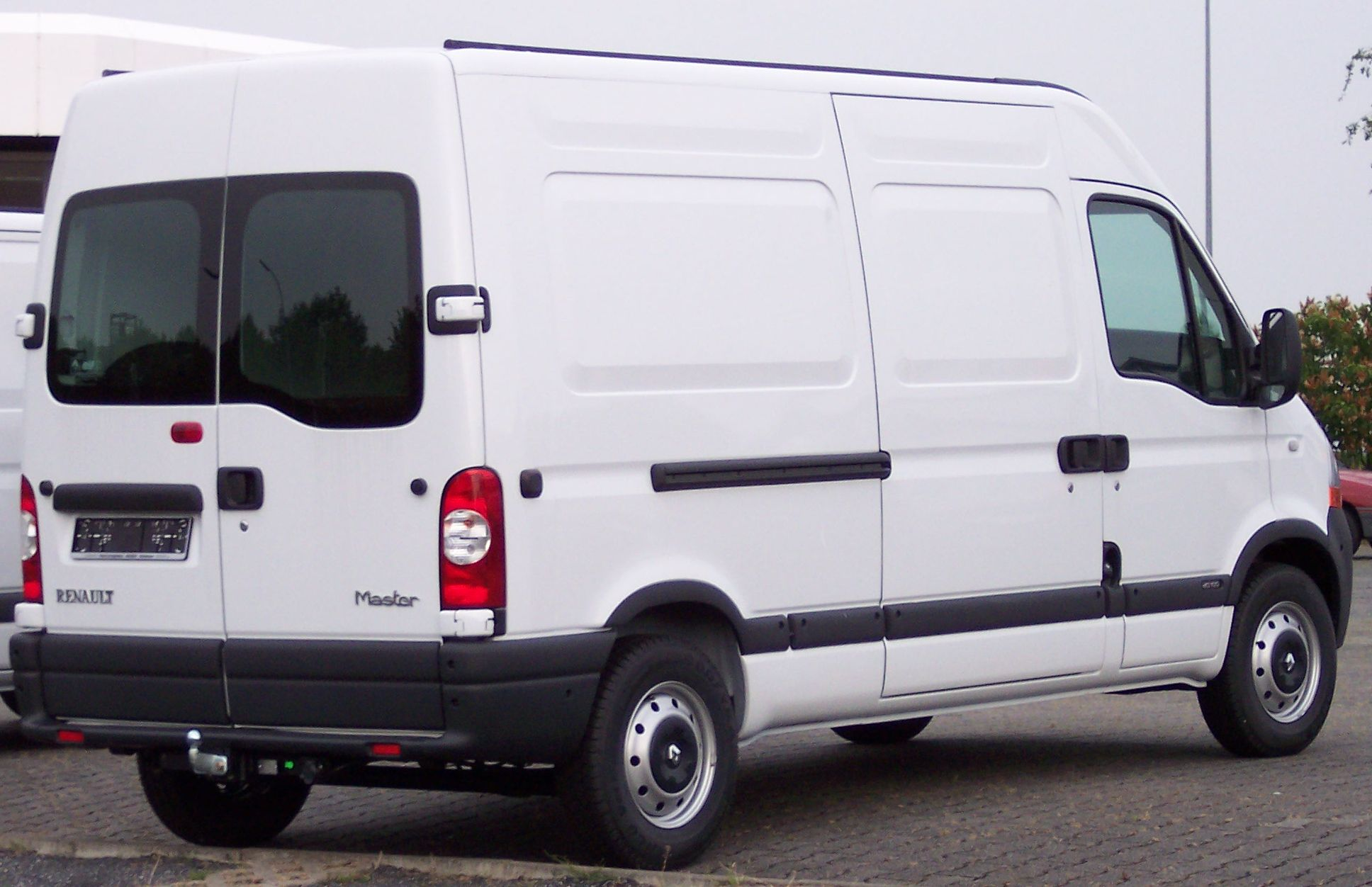
Renault Master II після фейсліфту (2003-)

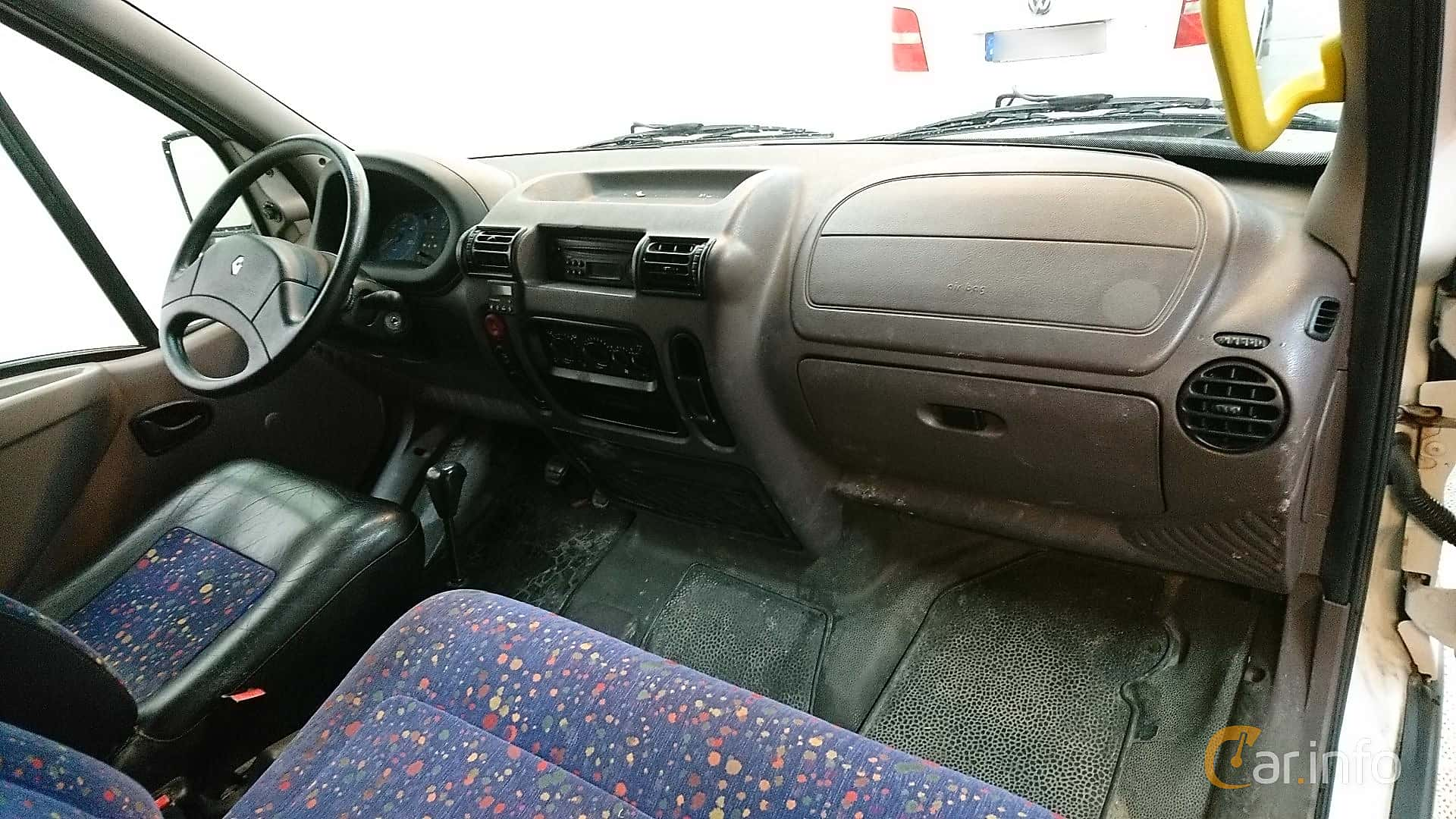
Вигляд салону (1998—2003)

Друге покоління з'явилося на ринку як спільний проект. Будучи розробленим компанією Renault, ці Master дебютували в кінці 1997 року у вигляді двох майже ідентичних автомобілів: як Opel Movano (в Великій Британії продавався як Vauxhall Movano) і, від партнера, компанії Nissan, як Nissan Interstar. Згадана угода торкнулося також і молодшого брата, Renault Trafic. В автомобільній індустрії подібні угоди в спільному використанні платформи не рідкість, вони існують, наприклад, між Fiat і Peugeot/Citroen, Volkswagen і Mercedes.
Автомобілі цього покоління комплектувалися дизельними двигунами Renault S8W/S9W, S9U, G9T і Nissan YD обсягами 1.9, 2.2, 2.5 і 3.0 л.
В 1998 році Renault Master отримав титул Міжнародний фургон року.
Восени 2003 року модель модернізували. Основні зміни торкнулися передньої частини, невеликі зміни отримали також задні фари і приладова панель.
Як і його попередник, Renault Master другого покоління існували в різних конфігураціях, часто служили основою для автомобілів швидкої допомоги.

### Двигуни
- Дизельні

| Двигун  | Виробник    | Робочий об'єм см³ | Потужність к.с. (кВт) при об/хв | Крутний момент Нм при об/хв | Розміщення і кількість циліндрів | ГРМ/ кількість клапанів |
| ------- | ----------- | ----------------- | ------------------------------- | --------------------------- | -------------------------------- | ----------------------- |
| 1,9 dTi | Renault     | 1870              | 80 (59)/3500                    | 170/2000                    | R4                               | OHC/8                   |
| 1,9 dCi | Renault     | 1870              | 82 (60)/3500                    | 200/2000                    | R4                               | OHC/8                   |
| 2,2 dCi | Renault     | 2188              | 90 (66)/3650                    | 260/1750                    | R4                               | DOHC/16                 |
| 2,5 D   | Iveco Sofim | 2499              | 80 (59)/4000                    | 155/2200                    | R4                               | OHC/8                   |
| 2,8 dTi | Iveco Sofim | 2799              | 115 (84)/3600                   | 260/1800                    | R4                               | OHC/8                   |
| 2,5 dCi | Renault     | 2464              | 100 (74)/3500                   | 260/1500                    | R4                               | DOHC/16                 |
| 2,5 dCi | Renault     | 2464              | 115 (84)/3500                   | 290/1600                    | R4                               | DOHC/16                 |
| 2,5 dCi | Renault     | 2464              | 120 (88)/3500                   | 300/1500                    | R4                               | DOHC/16                 |
| 2,5 dCi | Renault     | 2464              | 145 (107)/3500                  | 320/1500                    | R4                               | DOHC/16                 |
| 3,0 dCi | Nissan      | 2953              | 136 (100)/3600                  | 320/1800                    | R4                               | DOHC/16                 |

## Третє покоління (2010—2024)

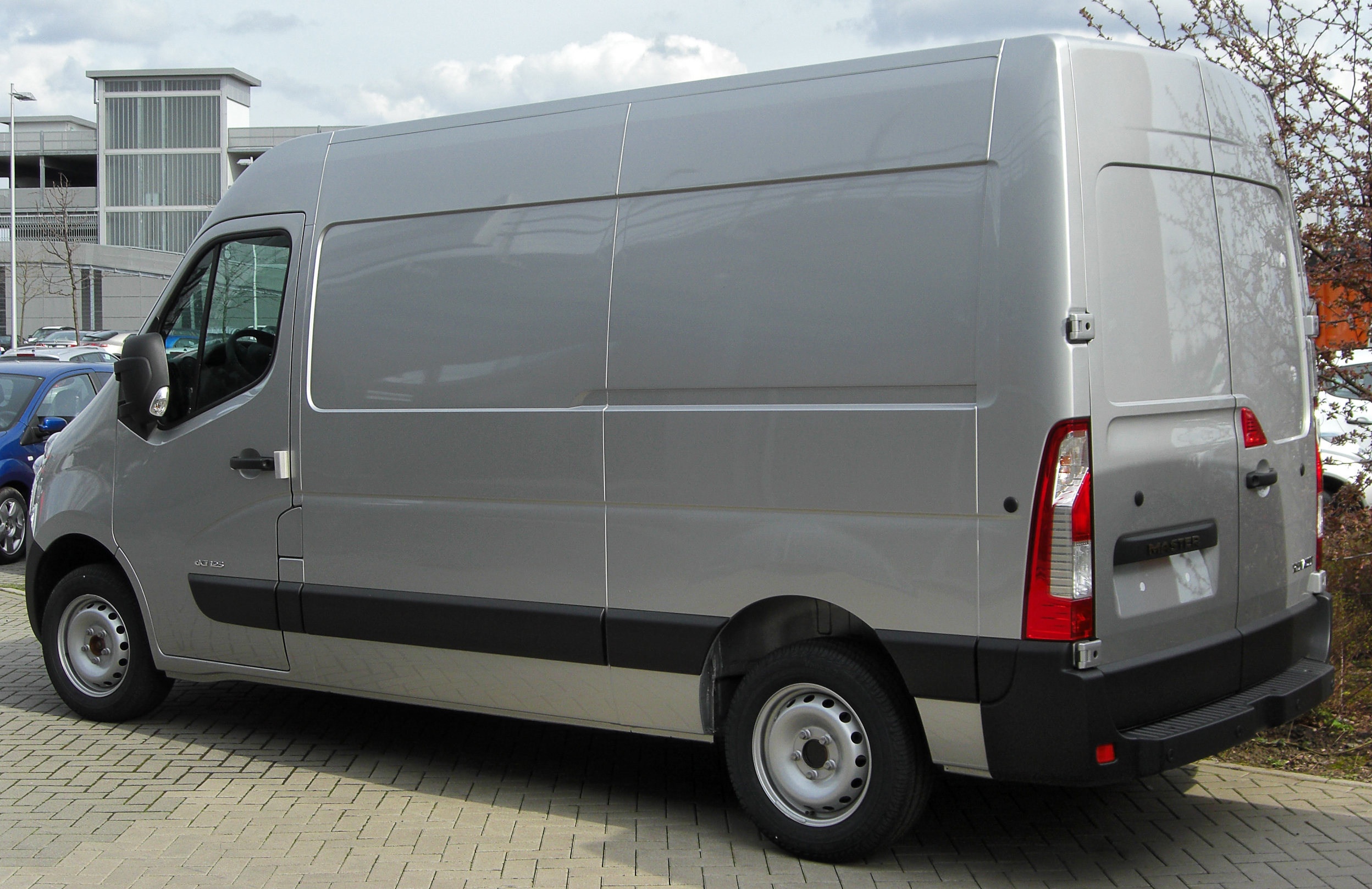
Renault Master ІІІ (2010—2014)

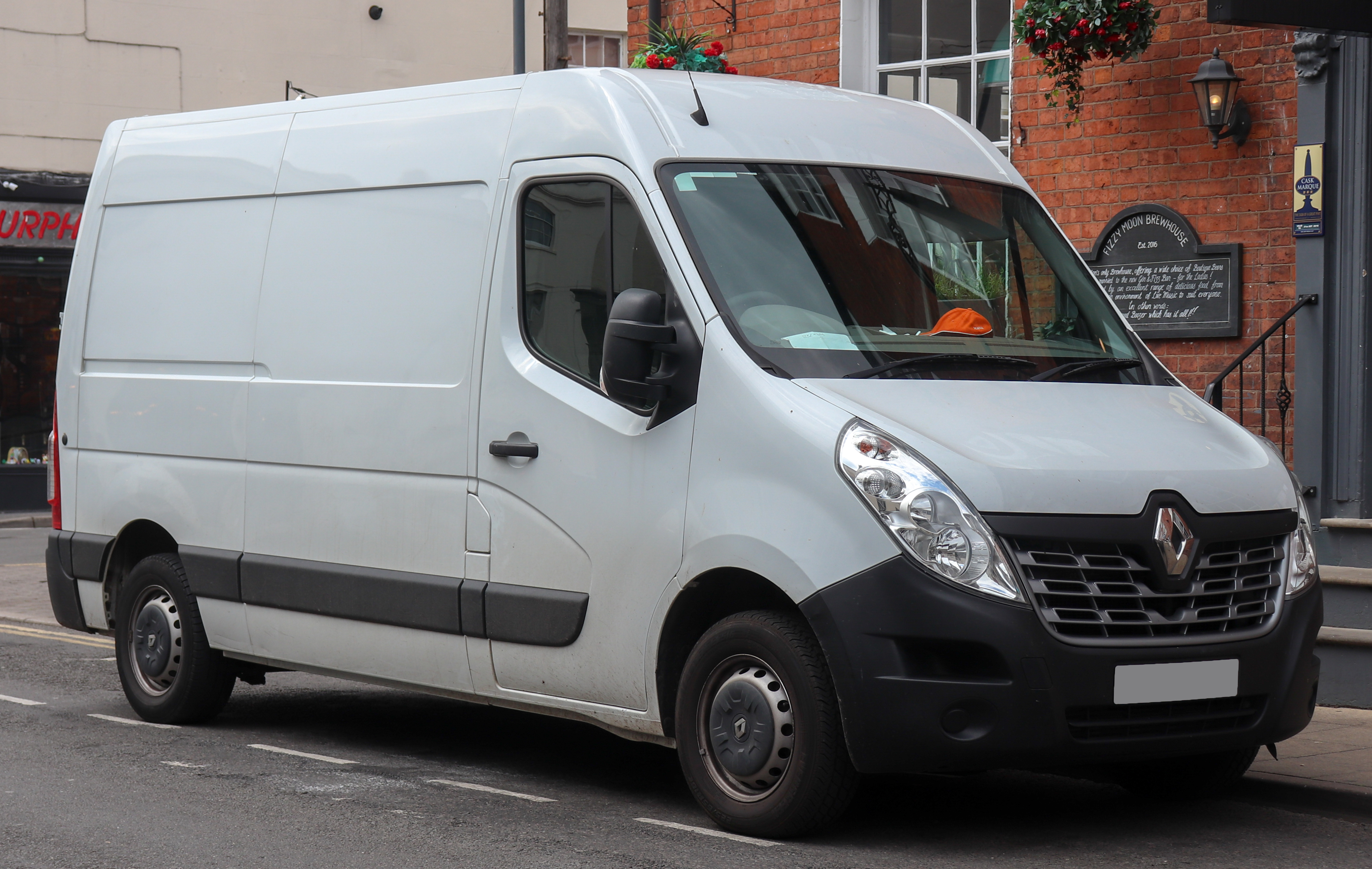
Renault Master ІІІ (2014—2019)

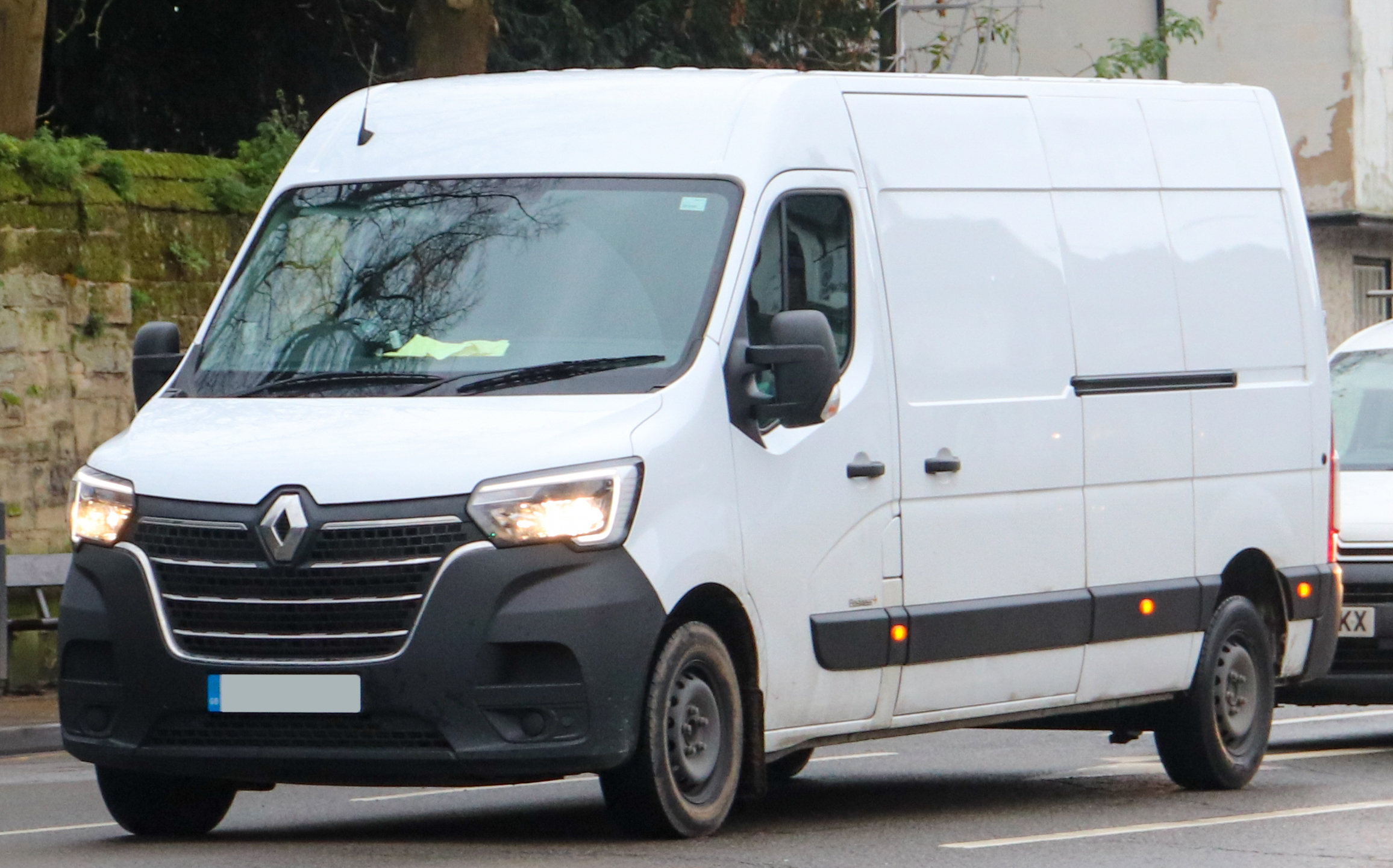
Renault Master ІІІ (з 2019)

Renault Master третього покоління представлений в 2010 році, автомобіль комплектується сучасними дизельними двигунами 2,3 dCi різної потужності, які відповідають вимогам ЄВРО 4 або ЄВРО 5, в залежності від версії виконання, привід може бути з повним, переднім або заднім, на вибір пропонується великий вибір варіантів кузова.
В 2014 році модель модернізували. Основні зміни торкнулися передньої частини, невеликі зміни отримали також задні фари.
У 2016 році з'явилася версія Renault Master X-Track з диференціалом підвищеного тертя, збільшеним дорожнім просвітом і захистом днища кузова, а також повнопривідна модифікація Renault Master 4x4.
В 2019 році модель знову модернізували, змінивши передню частину з фарами.

### Master Z.E. та E-Tech

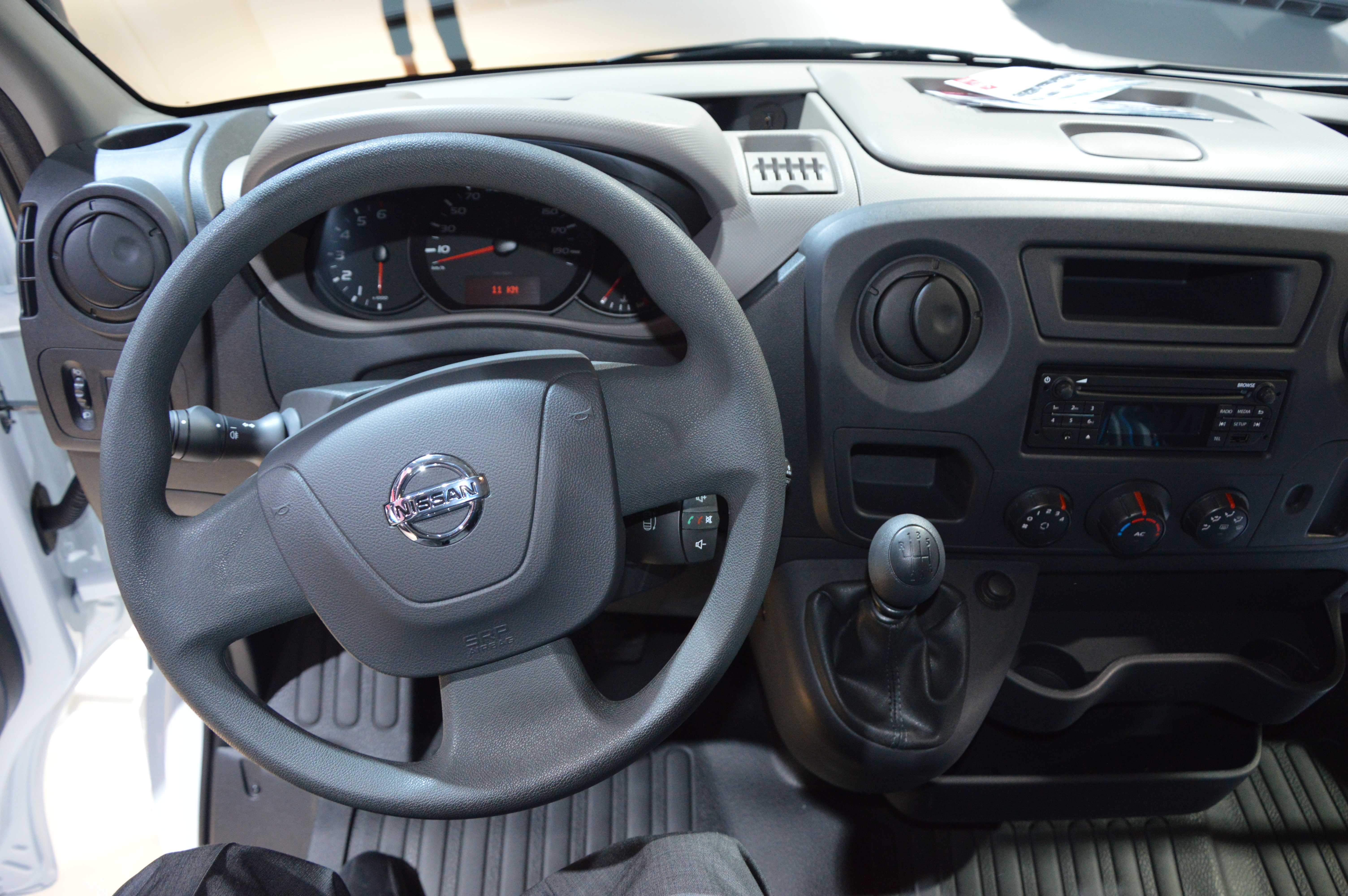

Master Z.E. був представлений у 2018 році як акумуляторний електромобіль з літій-іонною батареєю ємністю 33 кВт*год і електротяговим двигуном R75 потужністю 76 к.с. від сучасних Zoe і Kangoo Z.E., що забезпечує запас ходу 120 км за циклом WLTP. Максимальний крутний момент становить 225 Н⋅м. Навесні 2022 року ємність батареї було збільшено до 52 кВт*год, збільшивши запас ходу до 190 км (WLTP). У Великобританії новий варіант із більшим радіусом дії тепер продається як Master E-Tech. Він надійде в продаж на австралійському ринку в 2024 році.
Акумулятор можна заряджати на 7,4 кВт (AC); новіший варіант на 52 кВт*год додає можливість використовувати зарядний пристрій постійного струму, але обмежений 22 кВт.

### Двигуни
- Дизельні

| Двигун  | Виробник | Робочий об'єм см³ | Потужність к.с. (кВт) при об/хв | Крутний момент Нм при об/хв | Розміщення і кількість циліндрів | ГРМ/ кількість клапанів |
| ------- | -------- | ----------------- | ------------------------------- | --------------------------- | -------------------------------- | ----------------------- |
| 2,3 dCi | Renault  | 2298              | 100 (74)/3500                   | 285/1250-2000               | Р4                               | DOHC/16                 |
| 2,3 dCi | Renault  | 2298              | 125 (92)/3500                   | 310/1250-2500               | Р4                               | DOHC/16                 |
| 2,3 dCi | Renault  | 2298              | 146 (107)/3500                  | 350/1500-2750               | Р4                               | DOHC/16                 |
| 2,3 dCi | Renault  | 2298              | 170 (125)/3500                  | 380/1500-2750               | Р4                               | DOHC/16                 |
| 2,3 dCi | Renault  | 2298              | 180 (132)/3500                  | 400/1500-2750               | Р4                               | DOHC/16                 |

## Четверте покоління (XDD; з 2024)

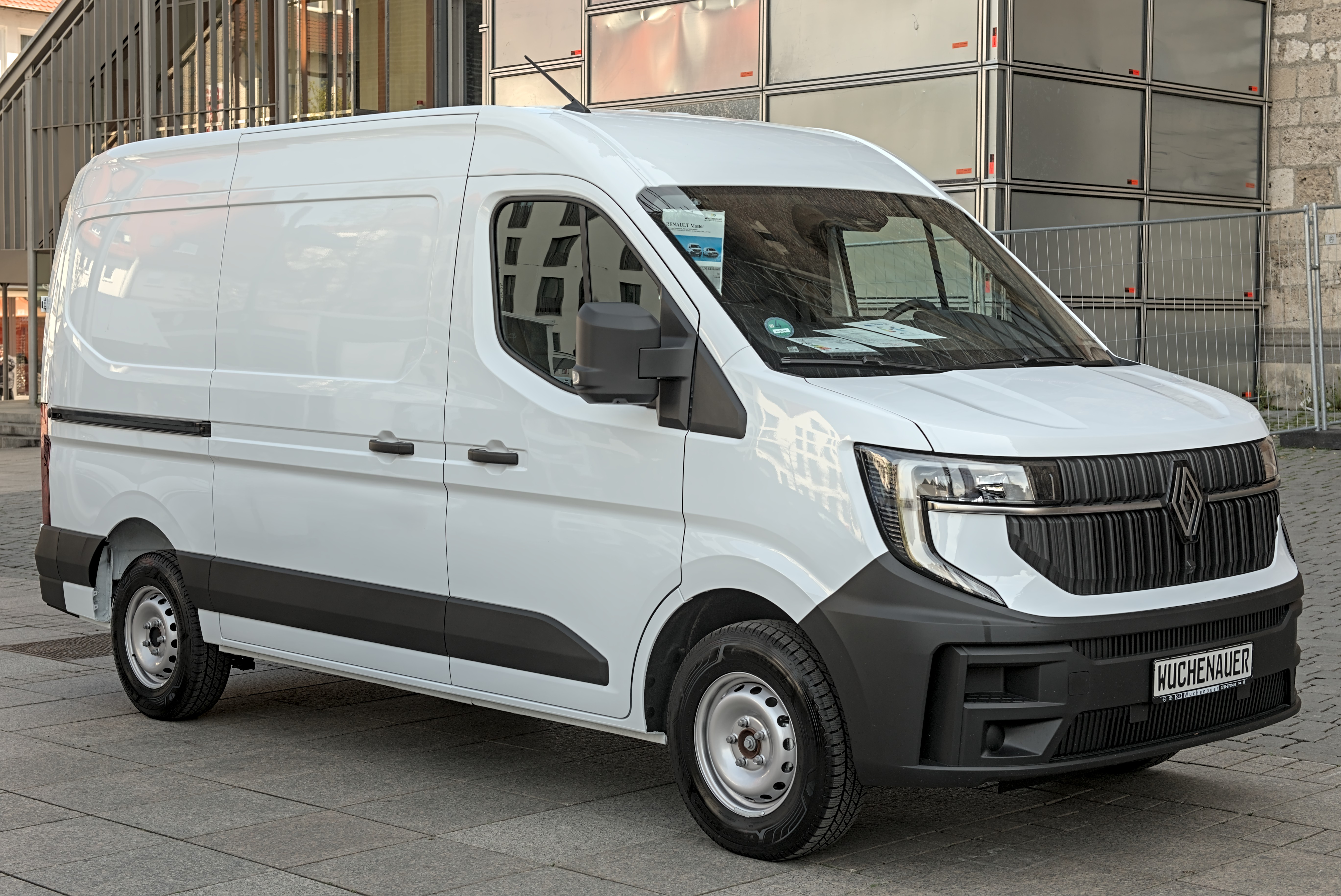
Renault Master IV

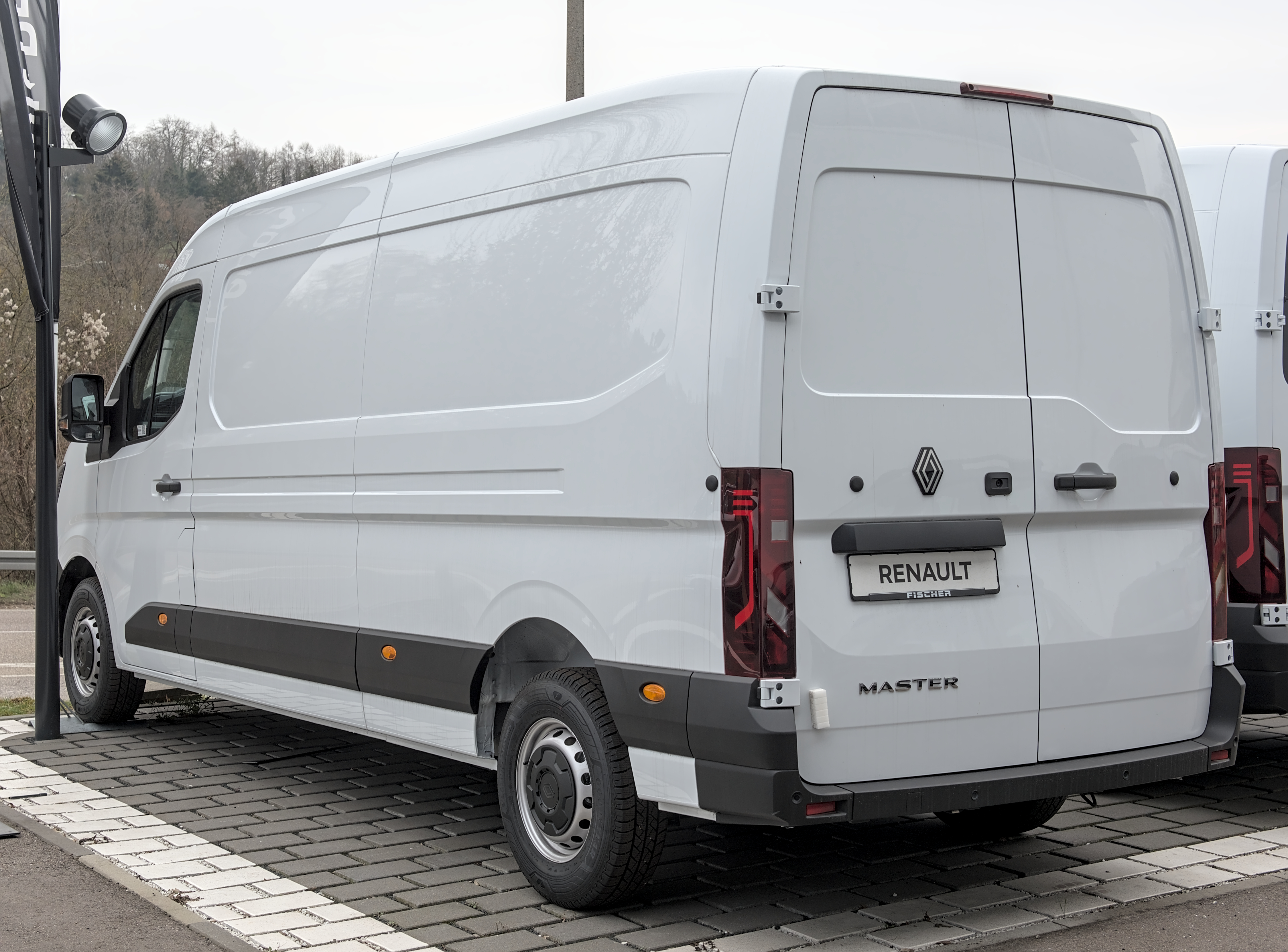
Renault Master IV

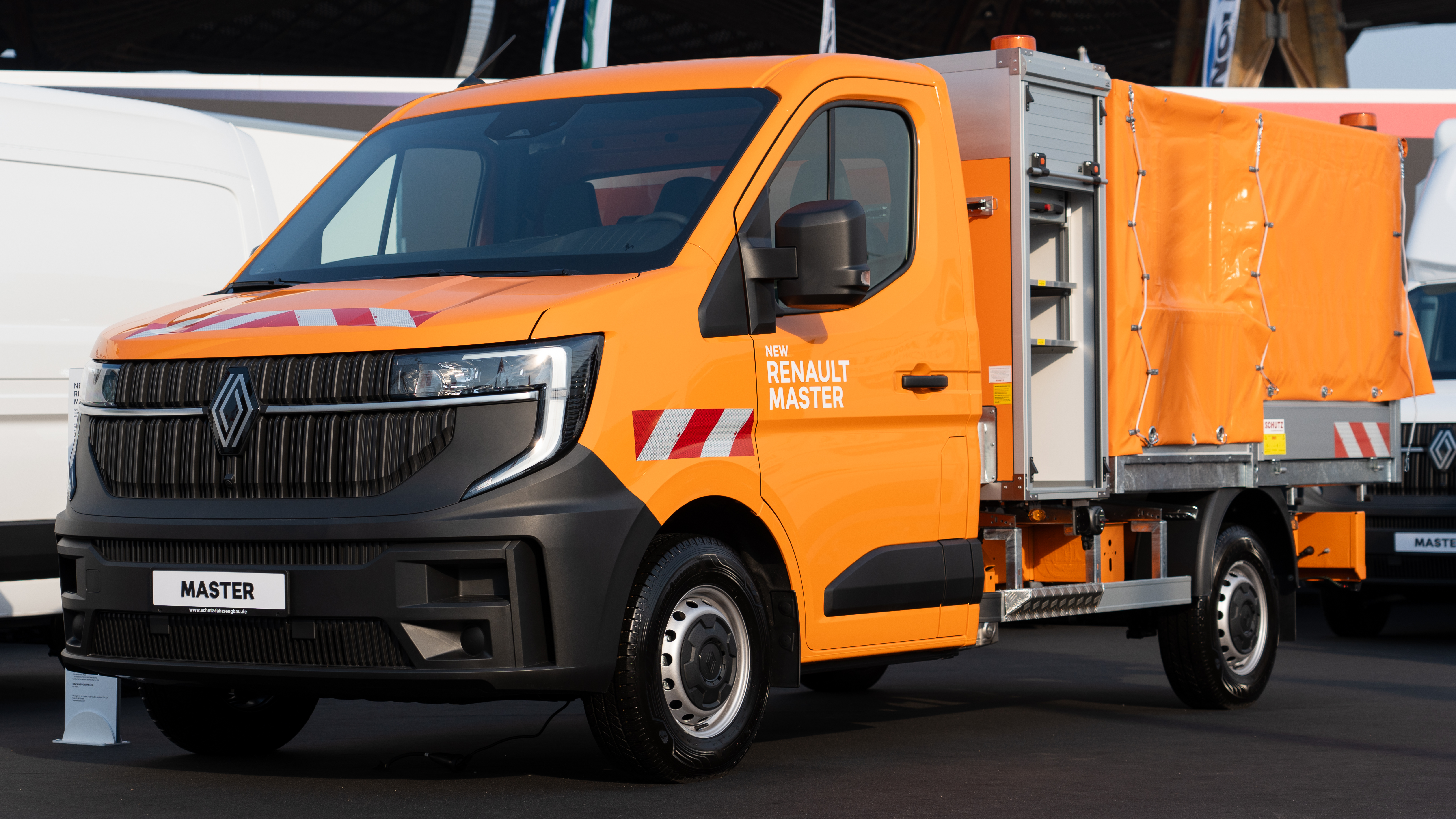
Renault Master L2H1

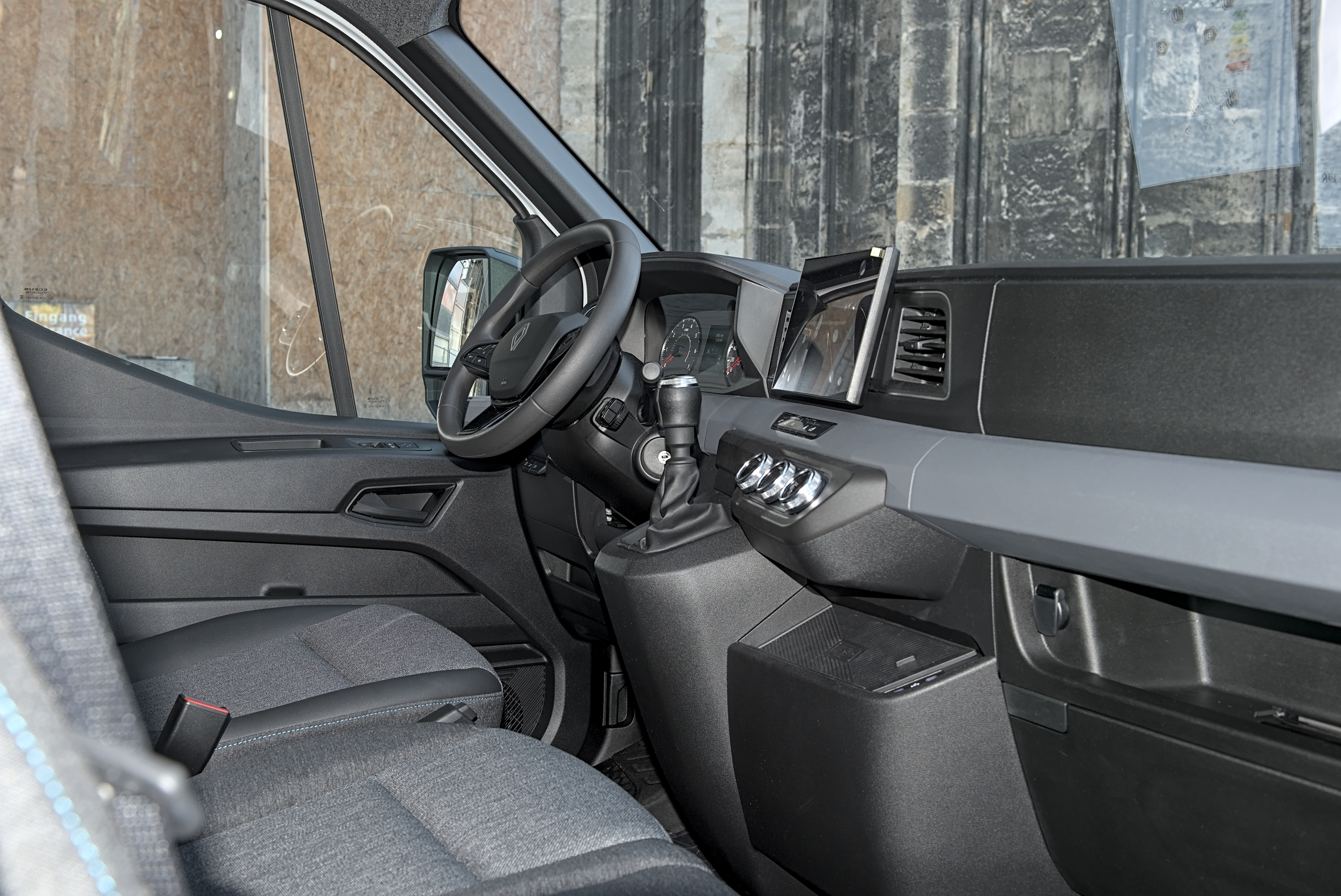

Четверте покоління Master було представлено 21 листопада 2023 року на автосалоні Solutrans у Ліоні.
Коефіцієнт аеродинамічного опору зменшено на 20% порівняно з попереднім поколінням. У новому поколінні також доступні різні розміри: 20 варіантів кузова з об’ємом завантаження від 11 до 22 м³. Ширина входу через бічні розсувні двері збільшена на 40 мм, а вантажна довжина — на 100 мм. Вантажопідйомність повинна бути до 2 т. Скорочена колісна база покращує маневреність і на 1,5 м менший радіус повороту.
Що стосується двигунів, Renault робить ставку на так звану мультиенергетичну платформу, де доступні дизельні, електричні та, в майбутньому, водневі паливні елементи. Потужність дизельних двигунів становить 105 к.с., 130 к.с., 150 к.с. або 170 к.с. Вони можуть поєднуватися з механічною коробкою передач або 9-ступінчастим автоматом.

### E-Tech
Електрична версія має два двигуни: 96 або 105 кВт. Крутний момент – 300 Нм, ємність акумулятора – 40 або 87 кВт/год. Максимальне корисне навантаження становить 1625 кг, а вантажопідйомність причепа — 2500 кг. Електричний Мастер можна заряджати постійним струмом до 130 кВт. 22 кВт можливі через змінний струм.

### Двигуни
Дизельні
- 2.0 L Blue dCi І4 105/130/150/170 к.с.

Електричні
- батарея 40 кВт, 131 к.с. 300 Нм
- батарея 87 кВт, 143 к.с. 300 Нм

## Продажі
| Рік  | Європа |
| ---- | ------ |
| 2010 | н/д    |
| 2011 | 65.530 |
| 2012 | 59.674 |
| 2013 | 57.040 |
| 2014 | 62.006 |